# Eiblgupf
Eiblgupf är en bergstopp i Österrike.   Den ligger i distriktet Gmunden och förbundslandet Oberösterreich, i den centrala delen av landet, 210 km väster om huvudstaden Wien. Toppen på Eiblgupf är 1 813 meter över havet, eller 101 meter över den omgivande terrängen. Bredden vid basen är 2,1 km. Eiblgupf ingår i Höllengebirge.
Terrängen runt Eiblgupf är bergig söderut, men norrut är den kuperad. Närmaste större samhälle är Ebensee, 7,8 km öster om Eiblgupf. 
I omgivningarna runt Eiblgupf växer i huvudsak blandskog. Runt Eiblgupf är det ganska tätbefolkat, med 65 invånare per kvadratkilometer.